# Max Worgitzki
Max Worgitzki (ur. 28 września 1884 w Żerdzinach koło Gołdapi, zm. 25 listopada 1937 w Olsztynie) – Mazur z pochodzenia, aktywny działacz na rzecz niemieckości południowej części Prus Wschodnich, syn właściciela majątku i później kierownika olsztyńskiej mleczarni.

## Życiorys
W młodości chciał zostać lekarzem. Studia medyczne rozpoczął na uniwersytecie w Królewcu, lecz ze względu na chorobę płuc, musiał je przerwać. Wyjechał do Włoch i przez siedem lat zgłębiał historię sztuki i literatury. Wrócił do Olsztyna z dyplomem. Przejął po ojcu w 1914 mleczarnię. Pisywał dramaty i opowiadania. Jedno z jego widowisk scenicznych pt. Hercus Monte (opowiadało o powstaniu pruskim przeciw Krzyżakom), zostało wystawione w 1917. W jednym z opowiadań opisał plebiscyt w okolicach Szczytna. Tematyce plebiscytowej poświęcił też kilka publikacji dokumentacyjnych (Der Kampf um Deutschlands Grenzen, Die Geschichte der Abstimmung in Ostpreussen).
W okresie przedplebiscytowym kierował organizacjami nacjonalistycznymi: Związek Warmiaków i Mazurów (Masuren- und Ermländerbund), olsztyński okręg Wschodniopruskiej Służby Ojczyźnianej (Ostpreussicher Heimatdienst). Wydawał gazetę „Ostdeutsche Nachrichten”.
Po wygranym plebiscycie jego działalność przeciwstawiała się polonizacji i propagowała niemieckość. Był gorącym zwolennikiem zbudowania teatru w Olsztynie, aby stał się on bastionem i jednocześnie krzewicielem niemieckiej kultury na wschodniopruskiej wyspie otoczonej morzem polactwa. Organizował także biblioteki, zespoły sportowe, a w Jabłonce pod Szczytnem urządzał w miesiącach zimowych kursy młodzieżowe.
W 1922 utworzył Południowo-Wschodniopruski Teatr Krajowy (Landestheater Südostpreussen GmbH) jako spółkę z ograniczoną odpowiedzialnością i został jej prezesem (dyrektorem teatru został Friedrich von Strom). Udziałowcami spółki (kapitał zakładowy wynosił 45 tys. marek) były samorządy Ostródy, Szczytna, powiatu wiejskiego Olsztyn oraz rejencja olsztyńska, organizacje społeczne i osoby prywatne. Budowę teatru w Olsztynie rozpoczęto w 1924, a ukończono w 1925.
Przez dłuższy czas był mieszkańcem Butryn, potem Olsztyna. W 1925 nadano mu doktorat honoris causa Uniwersytetu Królewieckiego.